# 国鉄1000形蒸気機関車
1000形は、かつて日本国有鉄道の前身である鉄道院に在籍したタンク式蒸気機関車である。本項では、同型の1010形についても記述する。

## 概要
元は、浪速鉄道がアメリカのボールドウィン・ロコモティブ・ワークスから4両を輸入したものであるが、関西鉄道への営業譲渡を経て、国有化されたものである。車軸配置0-6-0(C)の単式2気筒、飽和式小型タンク機関車で、建設用または入換用に使用された。
メーカーでの規格は6-16Dで、同じクラスに属し、後に国有鉄道1010形となった山陽鉄道11形や筑豊鉄道の25, 26も動輪のタイヤを厚くして、直径を増した程度の差しかなく実質的に同型機である。こちらは、2両ずつ計4両が輸入されている。
実質的に軽便鉄道クラスの小型機で、細いボイラーと密閉式の大型の運転室をもち、側水槽の上縁部には丸みがつけられている。弁装置はスチーブンソン式アメリカ形で、第2缶胴上に蒸気ドーム、第1缶胴と火室上にドーム型の砂箱が取り付けられている。煙突はパイプ型で背が高い。

## 1000形

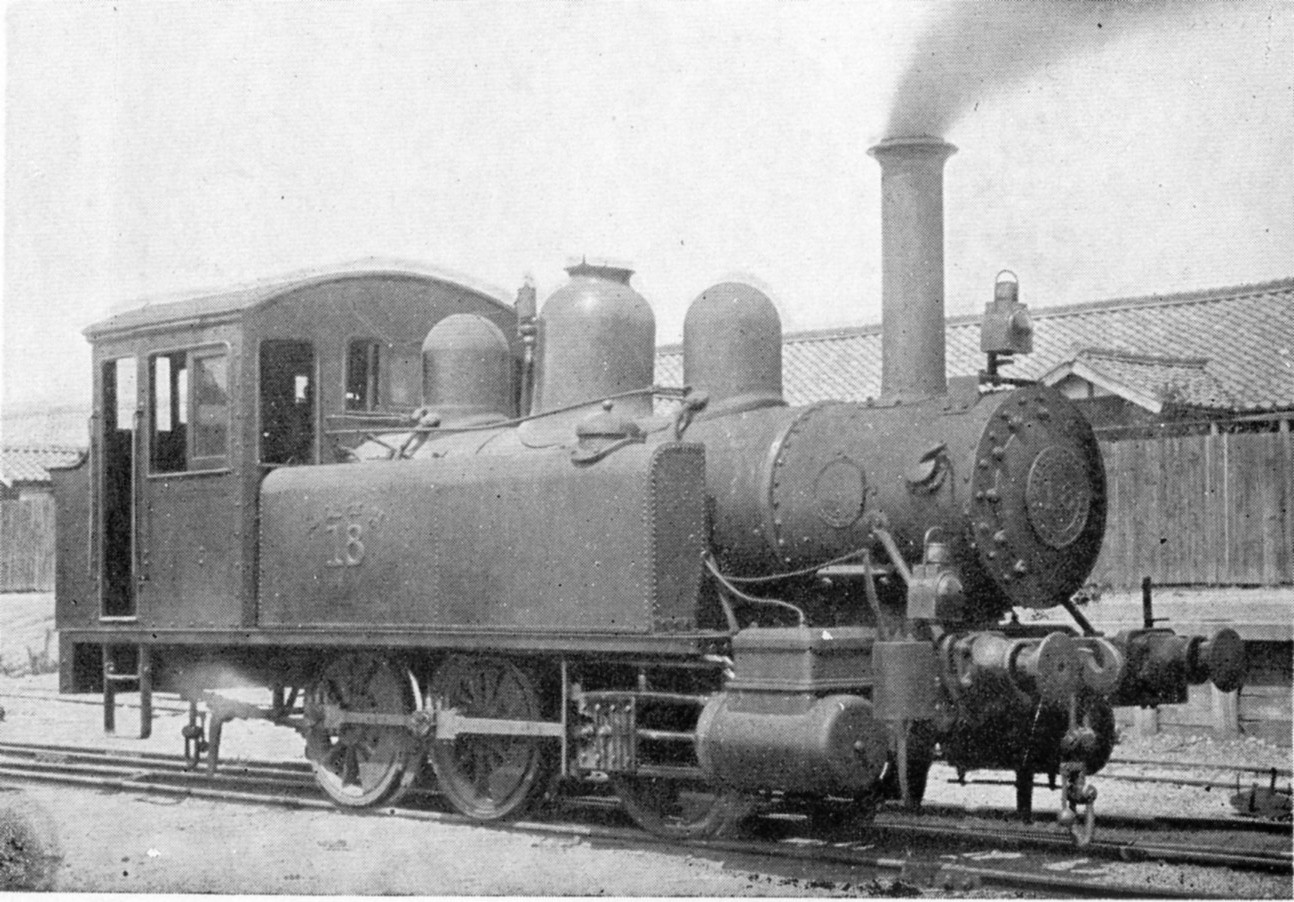
関西鉄道 18（後の鉄道院 1001）

浪速鉄道（現在の西日本旅客鉄道片町線の前身）が、1894年（明治27年）から1896年（明治29年）にかけて4両を輸入したもので、そのうち1894年製の2両は、建設用に使用された後、開業後の営業用に使用された。番号は1 - 4で、導入の状況は次のとおりである。
- 1894年（2両）
  - 製造番号14068 : 1
  - 製造番号14070 :  2
- 1895年（1両）
  - 製造番号14552 : 3
- 1896年（1両）
  - 製造番号14961 : 4

浪速鉄道では、1 - 3を開業用として使用し、その後4を増備している。浪速鉄道は1897年（明治30年）2月9日付けで関西鉄道に営業を譲渡し、本形式も同社の17形「望月（もちづき）」17 - 20に改称された。
関西鉄道は1907年（明治40年）に国有化され、4両とも国有鉄道籍となった。1909年（明治42年）に実施された鉄道院の車両形式称号規程制定にともなう改番では、1000形（1000 - 1003）に改称された。形式の数字は小型のものから若い番号を付与するという原則があり、動軸3軸を持つ蒸気機関車の中で最も小さい形式数字を付与された本形式の小ささが、このような面からもうかがうことができる。
国有化後は、小型で少数形式であることから早期に淘汰対象とされ、1913年（大正2年）6月に2両（1002, 1003）が、1914年（大正3年）5月に1両（1001）が、同年8月には最後の1両（1000）が除籍され、いずれも民間に払い下げられた。これらは譲渡を重ねたものも多く、再国有化されたものもある。特に1001は長命を保ち、昭和30年代まで使用されていた。
その状況は次のとおりである。
- 1000 → 尾西鉄道 31（已形） → 丸子鉄道 1（1917年譲受。1926年頃廃車）
- 1001 → 宮崎県営鉄道 1001 → 鉄道院 1001（1917年買収） → 大和鉄道 1001（1919年5月譲受） → 和歌山鉄道 1001（1939年譲受。1951年廃車解体）
- 1002 → 宇部鉄道 2（1937年廃車）
- 1003 → 宇部鉄道 1 → 国東鉄道 1（1922年4月譲受。形式A） → 明治鉱業平山 1（1937年7月譲受。1956年8月廃車解体）

### 主要諸元
- 全長 : 7,515mm
- 全高 : 3,163mm
- 軌間 : 1,067mm
- 車軸配置 : 0-6-0(C)
- 動輪直径 : 914mm
- 弁装置 : スチーブンソン式アメリカ型
- シリンダー（直径×行程） : 279mm×406mm
- ボイラー圧力 : 10.5kg/cm2
- 火格子面積 : 0.67m2
- 全伝熱面積 : 30.7m2
  - 煙管蒸発伝熱面積 : 26.7m2
  - 火室蒸発伝熱面積 : 4.0m2
- 機関車運転整備重量 : 15.88t
- 機関車動輪上重量（運転整備時） : 15.88t
- 機関車動輪軸重（第2・第3動輪上） : 5.31t
- 水タンク容量 : 1.81m3
- 燃料積載量 : 0.55t
- 機関車性能
  - シリンダ引張力（0.85P）: 3,090kg
- ブレーキ装置 : 手ブレーキ、蒸気ブレーキ

## 1010形

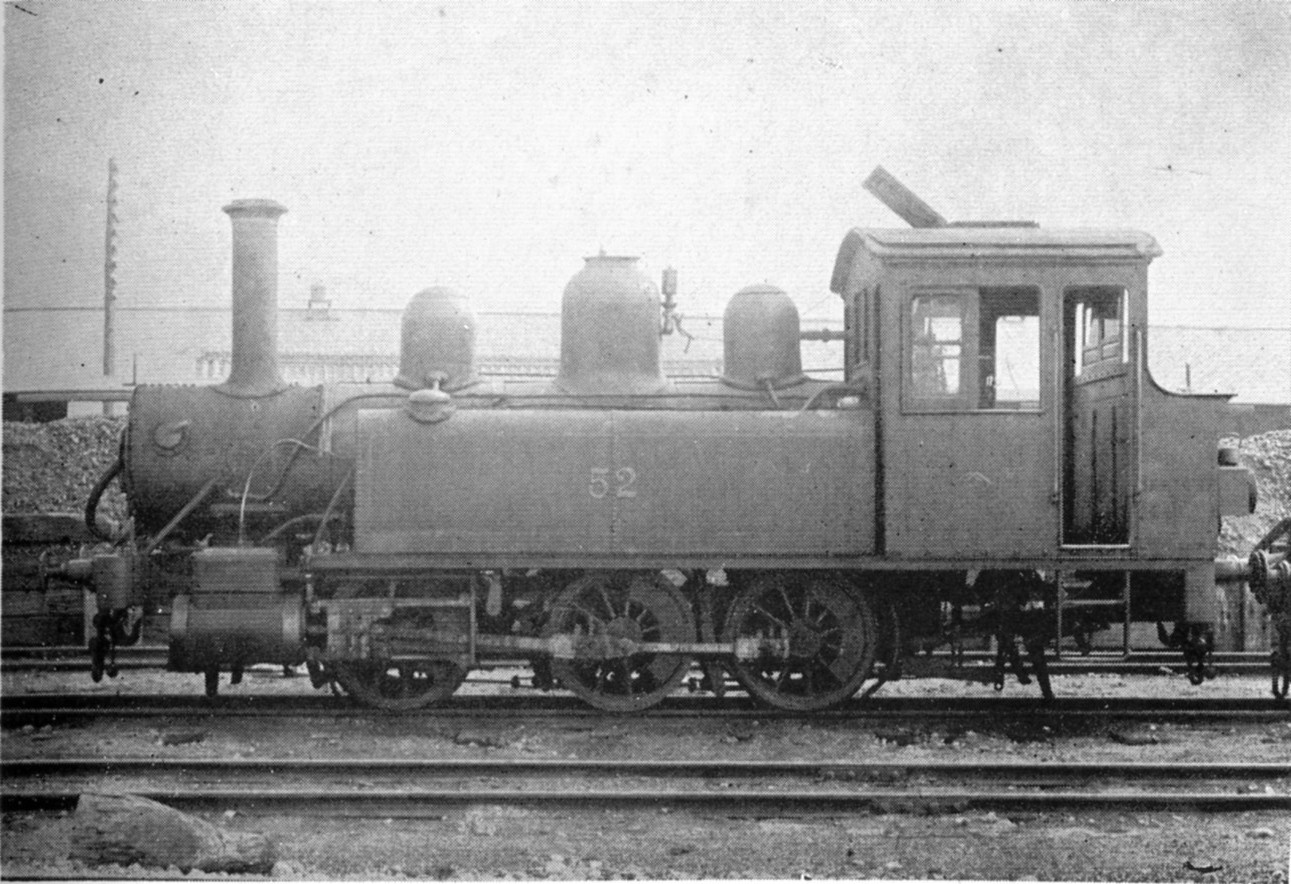
山陽鉄道 52（後の鉄道院 1011）

本形式は、山陽鉄道と筑豊鉄道（初代）が2両ずつ、計4両が輸入されている。
山陽鉄道では製造番号14772, 14773が11形（51, 52）として1896年3月に製造され、主に入換用に使用された。筑豊鉄道の2両は製造番号14386, 14387で、1895年（明治28年）8月に製造され、25, 26となった。筑豊鉄道は、1897年に九州鉄道に営業譲渡したため、同社の95形（95, 96）と改められた。
これらは、1906年に制定された鉄道国有法により買収され、国有鉄道籍となったが、1909年に鉄道院の車両形式称号規程により、1010形（1010 - 1013）に改められた。改番の状況は次のとおりである。
- 1010 ← 山陽鉄道 51
- 1011 ← 山陽鉄道 52
- 1012 ← 九州鉄道 95 ← 筑豊鉄道 25
- 1013 ← 九州鉄道 96 ← 筑豊鉄道 26

本形式は、小型で少数であったことから、国有化すぐに淘汰対象とされ、1911年（明治44年）6月には、全車が私鉄に払下げられた。これらは、在籍する私鉄の国有化によって再国有化され、国有鉄道籍を得たが、旧番号を2代目が埋めていたため、旧形式番号には戻っていない。陸奥鉄道からのものは1650形、新宮鉄道からのものは1235形となった。その状況は次のとおりである。
- 1010 → 新宮鉄道 1 → 国有鉄道 1235（1934年買収。1936年廃車解体）
- 1011 → 新宮鉄道 2 → 国有鉄道 1236（1934年買収。1936年廃車解体）
- 1012 → 上武鉄道 4 → 阿波電気軌道 1 → 陸奥鉄道 1 → 国有鉄道 1650（1927年買収） → 多摩湖鉄道 1650（1928年譲受。1935年頃廃車）
- 1013 → 上武鉄道 5 → 阿波電気軌道 2 → 陸奥鉄道 2 → 国有鉄道 1651（1927年買収） → 金名鉄道 2（1935年頃廃車）

### 主要諸元
旧九州鉄道所属車の諸元を示す。
- 全長 : 7,436mm
- 全高 : 3,188mm
- 軌間 : 1,067mm
- 車軸配置 : 0-6-0(C)
- 動輪直径 : 965mm
- 弁装置 : スチーブンソン式アメリカ型
- シリンダー（直径×行程） : 279mm×406mm
- ボイラー圧力 : 9.8kg/cm2
- 火格子面積 : 0.79m2
- 全伝熱面積 : 33.3m2
  - 煙管蒸発伝熱面積 : 30.0m2
  - 火室蒸発伝熱面積 : 3.3m2
- 機関車運転整備重量 : 19.95t
- 機関車動輪上重量（運転整備時） : 19.95t
- 機関車動輪軸重（各軸均等） : 9.98t
- 水タンク容量 : 2.05m3
- 燃料積載量 : 0.72t
- 機関車性能
  - シリンダ引張力（0.85P）: 2,730kg
- ブレーキ装置 : 手ブレーキ、真空ブレーキ